# Đinh Tuấn Vũ
Đinh Tuấn Vũ là đạo diễn điện ảnh Việt Nam từng giành giải Đạo diễn xuất sắc tại Giải Cánh diều 2015 với bộ phim Cuộc đời của Yến, bộ phim này của anh cũng giành được những hạng mục quan trọng của Giải Cánh diều 2015, Liên hoan phim Việt Nam lần thứ 19, cùng một giải quốc tế. Một số phim điện ảnh khác do anh đạo diễn cũng giành được các giải thưởng như Và anh sẽ trở lại, Chú ơi đừng lấy mẹ con, Truyền thuyết về Quán Tiên.

## Tiểu sử
Đinh Tuấn Vũ sinh ngày 27 tháng 12 năm 1989, bố anh là nhà báo Đinh Trọng Tuấn - nguyên Tổng biên tập Tạp chí Thế giới Điện ảnh, mẹ anh là nhà lý luận phê bình điện ảnh Ngô Phương Lan - nguyên Cục trưởng Cục Điện ảnh. Ông ngoại của Đinh Tuấn Vũ là NSND họa sĩ Ngô Mạnh Lân, bà ngoại là NSND diễn viên Ngọc Lan.

## Sự nghiệp
Dù được gia đình định hướng theo học Đại học ngoại giao. Từ năm 2007 đến 2011, Đinh Tuấn Vũ học lớp đạo diễn khóa 27 tại Trường Đại học Sân khấu - Điện ảnh Hà Nội. Trong thời gian theo học, Đinh Tuấn Vũ đã giành được giải Tài năng trẻ cho bộ phim ngắn đầu tay, Sau bức rèm. Năm 2011, phim ngắn Khẽ chạm của Đinh Tuấn Vũ giành được bằng khen tại Giải Cánh diều 2010.
Sau khi tốt nghiệp, Đinh Tuấn Vũ làm việc tại Hãng phim truyện Việt Nam; năm 2013, bộ phim điện ảnh đầu tay của anh là Và anh sẽ trở lại giành được bằng khen tại Liên hoan phim Việt Nam lần thứ 18. Năm 2016, bộ phim điện ảnh tiếp theo là Cuộc đời của Yến thắng lớn khi nhận được 5 giải tại Liên hoan phim Việt Nam lần thứ 19 – trong đó có giải Bông sen bạc cho phim truyện điện ảnh – 3 giải Cánh Diều - trong đó anh nhận giải Đạo diễn xuất sắc - và giải Phim hay nhất tại Liên hoan phim quốc tế các phim công chiếu lần đầu tại Philippines.
Đinh Tuấn Vũ là thành viên ban giám khảo Liên hoan phim môi trường lần thứ 6 năm 2016, cuộc thi Nhà biên kịch tài năng năm 2017 và 2018.
Bộ phim điện ảnh Truyền thuyết về Quán Tiên sản xuất năm 2019 do anh đạo diễn nhận được giải Bông sen Bạc tại Liên hoan phim Việt Nam lần thứ 21. Cũng tại kỳ liên hoan phim này, bộ phim Chú ơi, đừng lấy mẹ con do anh đạo diễn bất ngờ giành giải Phim điện ảnh được khán giả yêu thích.
Năm 2020, Đinh Tuấn Vũ bắt đầu dự án phim tiểu sử Sao vàng bên ngực áo - sau đổi tựa đề thành Viên đạn cuối cùng - kể về vận động viên bắn súng Hoàng Xuân Vinh. Vì dịch Covid và một số lí do khác mà dự án bị dở dang. Năm 2023, Đinh Tuấn Vũ bắt đầu làm đạo diễn dòng phim truyền hình với bộ phim Nhà mình lạ lắm.

## Tác phẩm

### Vai trò đạo diễn chính
| Năm  | Tựa đề                                        | Định dạng   | Ghi chú                                   |
| ---- | --------------------------------------------- | ----------- | ----------------------------------------- |
|      | Sau bức rèm                                   | phim ngắn   | Phim đầu tay                              |
| 2011 | Khẽ chạm                                      | phim ngắn   |                                           |
| 2013 | Và anh sẽ trở lại                             | Điện ảnh    | Phim điện ảnh đầu tay                     |
| 2015 | Cuộc đời của Yến                              | Điện ảnh    | [ 16 ]                                    |
| 2016 | Chờ em đến ngày mai                           | Điện ảnh    | [ 16 ]                                    |
| 2016 | Taxi, em tên gì?                              | Điện ảnh    | Đồng đạo diễn: Đỗ Đức Thịnh               |
| 2019 | Ngốc ơi, tuổi 17                              | Điện ảnh    | Đạo diễn hậu kỳ, đồng đạo diễn: Chu Thiện |
| 2015 | Trên đỉnh núi phía Tây                        | Điện ảnh    |                                           |
| 2017 | Cuộc phiêu lưu của Trung ruồi và Minh tít     | Video hài   | [ 19 ]                                    |
| 2018 | Chú ơi đừng lấy mẹ con                        | Điện ảnh    | [ 20 ]                                    |
| 2019 | Truyền thuyết về Quán Tiên                    | Điện ảnh    |                                           |
| 2023 | Nhà mình lạ lắm                               | Truyền hình |                                           |
| 2024 | Đội điều tra số 7 (mùa 2 - Gương mặt vặn vẹo) | Truyền hình |                                           |

### Phó đạo diễn
| Năm  | Tựa đề                       | Định dạng   | Đạo diễn chính | Chú thích    |
| ---- | ---------------------------- | ----------- | -------------- | ------------ |
| 2012 | Đinh Tiên Hoàng Đế           | Truyền hình | Trần Tuấn Hiệp | [ 14 ] [ 1 ] |
| 2013 | Những người viết huyền thoại | Điện ảnh    | Bùi Tuấn Dũng  | [ 1 ]        |
| 2015 | Nhà tiên tri                 | Điện ảnh    | Vương Đức      | [ 1 ]        |

## Giải thưởng

### Giải cá nhân
- Phim ngắn đầu tay: Sau bức rèm giành giải Tài năng trẻ[14]
- Năm 2016: Giải Đạo diễn xuất sắc hạng mục Phim truyện điện ảnh tại Giải Cánh diều 2015 với bộ phim Cuộc đời của Yến.[3]

### Tác phẩm đạt giải
| Năm  | Phim                       | Sự kiện                                    | Hạng mục             | Giải thưởng                                    |              |
| ---- | -------------------------- | ------------------------------------------ | -------------------- | ---------------------------------------------- | ------------ |
| 2011 | Khẽ chạm                   | Cánh diều 2010                             | Phim ngắn            | Bằng khen                                      | [ 14 ] [ 4 ] |
| 2013 | Và anh sẽ trở lại          | Liên hoan phim Việt Nam lần thứ 18         | Phim truyện điện ảnh | Bằng khen                                      | [ 14 ]       |
| 2016 | Cuộc đời của Yến           | LHP Công chiếu quốc tế lần đầu - lần thứ 9 |                      | Phim hay nhất                                  | [ 6 ]        |
| 2016 | Cuộc đời của Yến           | Giải Cánh diều 2015                        | Phim truyện điện ảnh | Cánh diều Bạc                                  | [ 3 ]        |
| 2016 | Cuộc đời của Yến           | Liên hoan phim Việt Nam lần thứ 19         | Phim truyện điện ảnh | Bông sen Bạc                                   | [ 3 ]        |
| 2019 | Truyền thuyết về Quán Tiên | Liên hoan phim Việt Nam lần thứ 21         | Phim truyện điện ảnh | Bông sen Bạc                                   |              |
| 2019 | Chú ơi, đừng lấy mẹ con    | Liên hoan phim Việt Nam lần thứ 21         | Phim truyện điện ảnh | Phim được yêu thích nhất do khán giả bình chọn |              |